# Hans Fuchs (Politiker, 1894)
Hans Fuchs (* 19. Mai 1894 in Düsseldorf; † 12. Dezember 1954 in Schwerin) war ein deutscher Politiker der Kommunistischen Partei Deutschlands (KPD) und der Sozialistischen Einheitspartei Deutschlands (SED) in der frühen Deutschen Demokratischen Republik (DDR). Er war von 1920 bis 1933 und von 1946 bis 1950 Abgeordneter des Mecklenburgischen Landtags.

## Leben
Fuchs, Sohn eines Fabrikarbeiters, erlernte nach dem Abitur den Beruf des Konditors und ging auf Wanderschaft. 1914 wurde er eingezogen und kämpfte bis 1918 im Ersten Weltkrieg. 1917 trat er in die Unabhängige Sozialdemokratische Partei Deutschlands (USPD) ein und war während der Novemberrevolution Mitglied des Arbeiter- und Soldatenrats in Schwerin.
1919 wurde Fuchs zum Vorsitzenden der USPD Schwerin gewählt. In den heftigen Richtungsstreits innerhalb der USPD trat er zunächst für den Anschluss an die Kommunistische Internationale (Komintern) und die Fusion mit der KPD ein. Als es im Dezember 1920 zum Beitritt des linken Flügels der USPD zur KPD kam, wechselte Fuchs zur KPD und wurde hauptamtlich deren Landessekretär für Mecklenburg und Lübeck. Auf dem VII. Parteitag der KPD wurde Fuchs zusätzlich zum Ersatzmitglied des Zentralkomitees gewählt.
Noch 1920 wurde Fuchs für die KPD in den Mecklenburgischen Landtag gewählt, dem er bis zur Machtübernahme der Nationalsozialisten und dem Verbot kommunistischer Betätigung im Januar 1933 angehörte. 1922 änderte Fuchs jedoch seine Position, trat unter Mitnahme seines Landtagsmandats aus der KPD aus und schloss sich wieder der Rest-USPD an. Von Oktober 1922 bis Juli 1923 gehörte er deren Reichsvorstand an und war zeitweise Redakteur der USPD-Zeitung Weltbühne in Schwerin. Im Juli 1923 wurde Fuchs nach der Rückkehr der Rest-USPD zur Sozialdemokratischen Partei Deutschlands (SPD) deren Mitglied und war von 1922 bis 1933 SPD-Stadtverordneter in Schwerin und Vorsitzender der Gemeinnützigen Baugenossenschaft Mecklenburg-Schwerin.
Während der Zeit des Nationalsozialismus wurde Fuchs politisch verfolgt. Zwischen 1933 und 1944 war er mehrfach ohne Anklage inhaftiert, unter anderem im Landgerichtsgefängnis Schwerin. Anschließend wurde er zwangsdienstverpflichtet, Ende 1944 zur Wehrmacht eingezogen und kämpfte im Zweiten Weltkrieg.
Nach dem Ende des Kriegs wurde Fuchs wieder Mitglied der SPD und trat für die Vereinigung mit der KPD ein. Nach der Zwangsvereinigung von KPD und SPD zur SED in der sowjetisch besetzten Zone Deutschlands wurde er 1946 deren Mitglied. Von 1945 bis 1947 war er besoldeter Stadtrat in Schwerin, von Oktober 1946 bis 1950 gehörte er erneut dem Mecklenburgischen Landtag an. 1948 wurde er stellvertretender Leiter der Hauptverwaltung Land- und Forstwirtschaft der Deutschen Wirtschaftskommission (DWK).